# Нобилтрон (Верона)
Нобилтрон је насеље у Италији у округу Верона, региону Венето.
Према процени из 2011. у насељу је живело 59 становника. Насеље се налази на надморској висини од 160 м.